# Саймон Вайт
Саймон Вайт (англ. Simon David Manton White; нар. 30 вересня 1951, Ашфорд, Велика Британія) — британський та американський астрофізик. Один з чотирьох директорів Інституту астрофізики Макса Планка (з 1994).

## Біографія
Навчався математики в Кембриджському коледжі Ісуса (де здобув ступінь бакалавра мистецтв в 1972 році) і астрономії — в Торонтському університеті (де здобув ступінь магістра наук в 1974 році). В 1977 році в кембридзькому університеті захистив докторську дисертацію з астрономії (під орудою Дональд Лінден-Белла).
- 1977  1978 рр. іменний фелло кафедри астрономії Каліфорнійського університету в Берклі.
- 1978 —80 рр. дослідник коледжу Черчилля кембридзького університету.
- 1980 — 84 рр. старший фелло лабораторії космічних наук Каліфорнійського університету в Берклі.
- 1984 — 1991 рр. співробітник факультету астрономії університету Аризони, з 1987 р професор, також в 1992 р
- 1991 р повернувся в Кембридж, де викладав до 1994 року.
- 1992-1994 рр. директор Європейської асоціації астрономічних досліджень.
- 1994 року науковий член Товариства Макса Планка і директор його Інституту астрофізики.

## Нагороди та визнання
- 1986: премія Гелени Ворнер з астрономії;
- 1992 — сьогодення: редактор Monthly Notices of the Royal Astronomical Society;
- 1997: член Лондонського королівського товариства;
- 2000: премія Макса Планка;
- 2005: премія Денні Гайнемана з астрофізики;
- 2005: член Леопольдини;
- 2006: золота медаль Королівського астрономічного товариства;
- 2007: почесний доктор Даремського університеу;
- 2007: член Національної академії наук США;
- 2008: премія Дірка Брауера від Американського астрономічного товариства;
- 2008: європейська премія Латсіса;
- 2009: член Європейської академії;
- 2010: медаль і премія Макса Борна;
- 2011: премія Грубера з космології[6];
- 2015: іноземний член Китайської академії наук[7];
- 2017: премія Шао з астрономії[8];
- 2020: Clarivate Citation Laureates[9];